# Малый Шинар
Малый Шинар (тат. Кече Шыңар) — село в Сабинском районе Республики Татарстан, в составе Большешинарского сельского поселения.

## Географическое положение
Село находится на правом притоке реки Мёша, в 16 км к западу от районного центра, посёлка городского типа Богатые Сабы.

## История
Основание села относят к периоду Казанского ханства.
Название села произошло от татарского слова «кече» (малый) и ойконима «Шыңар» (Шинар).
В сословном плане, в XVIII веке и вплоть до 1860-х годов, жителей села причисляли к государственным крестьянам.
По данным переписей, население села увеличивалось со 116 душ мужского пола в 1782 году до 939 человек в 1908 году. В последующие годы население села постепенно уменьшалось и в 2010 году составило 377 человек.
По сведениям из первоисточников, в начале XX столетия в селе действовали мечеть и медресе. Мечеть также действует в начале XXI столетия.
Административно, до 1920 года село относилось к Лаишевскому уезду Казанской губернии, с 1920 года - к Лаишевскому кантону, с 1930 года (с перерывом) - к Сабинскому району Татарстана.

## Экономика и инфраструктура
Жители села занимаются полеводством, скотоводством. В XVIII - XIX столетиях основными занятиями жителей являлись земледелие, скотоводство, портняжно-шапочный промысел.
В селе функционирует дом культуры.